# Michael Lynagh
Pas d'image ? Cliquez ici

a Compétitions nationales et continentales officielles uniquement.

b Matchs officiels uniquement.
Dernière mise à jour le 6 janvier 2010.
Michael Lynagh, né le 25 octobre 1963 à Brisbane (Australie), est un joueur international australien de rugby à XV qui évolue au poste de demi d'ouverture.
Il obtient 72 sélections en équipe d'Australie de 1984 à 1995. Il devient en 1990 le premier joueur à marquer plus de 500 points en matchs internationaux, il porte ce total à 911 points à la fin de sa carrière. Le Gallois Neil Jenkins bat ce record en 1999. En 2001, il devient membre du Temple international de la renommée du rugby.
Son fils ainé, Louis Lynagh, est également professionnel mais joue ailier pour l'Italie tandis que son fils cadet, Tom Lynagh, joue au poste de demi d'ouverture pour l'Australie.

## Carrière
Joueur de la région du Queensland depuis 1982, Michael Lynagh commence sa carrière avec les Wallabies en 1984 au poste de centre, le poste de demi d'ouverture étant alors tenu par Mark Ella. Il joue les quatre matchs du Grand chelem de l'équipe australienne dans les îles britanniques à l'automne, le premier de l'histoire avec des victoires contre l'Angleterre, l'Irlande, le pays de Galles et l'Écosse. À la fin de cette tournée, Mark Ella prend sa retraite et Michael Lynagh devient titulaire au poste de demi d'ouverture. Il formera la charnière avec Nick Farr-Jones à 47 reprises pendant huit années.
En 1986, l'Australie gagne deux victoires à une la série en Nouvelle-Zélande et gagne la Bledisloe Cup pour la première fois depuis 1980. Cette victoire fait des Wallabies les principaux favoris de la première Coupe du monde de rugby qui se déroule en 1987, en partie sur le sol australien. Les Australiens entament bien la compétition avec une victoire face à l'Angleterre lors du match d'ouverture, ils terminent en tête de leur groupe et battent les Irlandais en quart de finale. Mais en demi-finale, à Sydney, le XV de France met fin aux espoirs australiens grâce à un essai de Serge Blanco à la dernière minute dont Lynagh dira que "ça aurait été criminel de refuser un essai pareil". Ils termineront finalement quatrièmes de la compétition après une défaite face au pays de Galles. Les 82 points en six rencontres de Michael Lynagh et son impact sur le jeu font de lui le meilleur joueur australien du tournoi.
Deux ans plus tard, il réalise une nouvelle très grande performance lors de la tournée 1989 des Lions sur le sol australien. Après avoir été l'artisan principal de la victoire lors du premier match de la série, ses coups de pied ne peuvent empêcher les Lions de remporter les deux suivants et la série. L'année suivante, face à la France, il devient le premier joueur à atteindre les 500 points en match international.
Lors de la Coupe du monde 1991, après un quart de finale épique contre le XV d'Irlande à Dublin, l'Australie des Nick Farr-Jones, David Campese et Michael Lynagh, entraînée par Bob Dwyer, remporte la finale en battant les Anglais à Twickenham. Il s'illustre notamment durant ce match en inscrivant une pénalité et une transformation face au XV de la rose. 
Il connaît un nouveau moment de gloire avec la victoire dans la série déterminant le gain de la Bledisloe Cup 1992. En 1995, l'Australie semble capable de défendre son titre, mais après une défaite lors du premier match contre le pays hôte, l'Afrique du Sud, les ambitions sont revues à la baisse. Il marque son 911e point lors du quart de finale de la Coupe du monde 1995 perdu contre l'Angleterre, qui sera son dernier match international. Ce score constitua le record mondial jusqu'en 1999 où le record devient la propriété du Gallois Neil Jenkins.
À la fin du Mondial, il signe en Italie, pays d'origine de sa femme, pour une année avec le Benetton Rugby Trévise. En 1996, il est la première grande recrue de Nigel Wray, président des Saracens, et sera rejoint en Angleterre par Philippe Sella ou Francois Pienaar. Il termine deuxième du Championnat d'Angleterre et gagne la Coupe d'Angleterre en 1998, il met alors fin à sa carrière.
Le 16 avril 2012, Michael Lynagh est victime d'un accident vasculaire cérébral à la suite d'un voyage en avion. Il est hospitalisé à Brisbane en soin intensif. Il en sort deux semaines plus tard.

## Palmarès
- Coupe du monde 1991
- Participations aux coupes du monde 1987, 1991, 1995
- 72 sélections avec le XV d'Australie entre 1984 et 1995, 15 fois capitaine
- 911 points pour les Wallabies dont 17 essais
- Coupe d'Angleterre 1998